# Ruby Jay
Ruby Jay (* 3. Dezember 2004 in Kalifornien als Ruby Jay Kutscher) ist eine US-amerikanische Schauspielerin, Synchronsprecherin und Sängerin.

## Leben und Karriere
Ruby Jay trat 2016 zum ersten Mal als Schauspielerin auf, als sie in einer Folge von Grey’s Anatomy die Nebenrolle der Winnie verkörperte. Es folgte Rapunzel – Die Serie, wo sie die Stimme der Catalina sprach. Sie spielte in weiteren Serien mit, darunter von 2019 bis 2021 in 31 Folgen von The Unicorn sowie in 50 Folgen von Holly Hobbie, wo sie von 2018 bis 2022 die gleichnamige Hauptrolle verkörperte. Sie hatte zudem Rollen in abendfüllenden Filmen, nämlich 2016 in Hopefuls und in dem Pilotfilm zur Nickelodeon-Sitcom Modern Family. In 20 Folgen der Serie Holly Hobbie wirkte Jay ab 2022 als ausführende Produzentin.

## Filmografie
- 2016: Grey’s Anatomy (Fernsehserie)
- 2016: Hopefuls
- 2017–2019: What They Got Right (Fernsehshow)
- 2017–2020: Rapunzel – Die Serie (Tangled: The Series, Zeichentrickserie; Stimme)
- 2018: Modern Family (Pilotfilm)
- 2018–2022: Holly Hobbie (Fernsehserie)
- 2018–2022: Fancy Nancy Clancy (Fernsehserie)
- 2019–2021: The Unicorn (Fernsehserie)
- 2020: Twin Mirror (Computerspiel; Stimme)
- 2022: FBI: International (Fernsehserie)
- 2022: Madagascar: A Little Wild (Zeichentrickserie)
- 2022–2023: Santa Clause: Die Serie (The Santa Clauses, Fernsehserie)

## Diskografie

### Singles
- 2018: Cherry Pop
- 2018: Young Love
- 2019: My Universe
- 2019: Goals
- 2019: Royalty
- 2020: Vivid Dream
- 2020: Sike
- 2020: My Favourite Christmas

### EPs
- 2022: Good Vibes

## Auszeichnungen
Für ihre Hauptrolle in Holly Hobbie wurde Ruby Jay 2021 für den Canadian Screen Award in der Sparte Beste Jugenddarstellerin nominiert.